# Michel-Léon Hirsch
Michel-Léon Hirsch, né le 29 mai 1907 à Paris et mort le 4 décembre 1989 à Mandelieu-la-Napoule, est un journaliste et écrivain français, traducteur du tchèque en français, qui a largement contribué avec notamment Hanuš Jelínek à diffuser la culture tchèque en France au milieu du XXe siècle.

## Biographie
Michel-Léon Hirsch, d'abord professeur de lettres dans l'enseignement secondaire, travaille dans les années 1930 à l'Institut français de Prague, étudiant la langue tchèque et traduisant les œuvres de plusieurs auteurs de référence : poètes (Otokar Březina, František Halas, Vítězslav Hálek (cs), Vladimír Holan, Vítězslav Nezval, Jaroslav Seifert), romanciers (Vladislav Vančura, Egon Hostovský) ou dramaturge (Karel Čapek).
Il traduit et publie dans la Revue française de Prague Cesta na jitřní (Le Voyage au matin) de Jan Čep sous le titre légèrement modifié de La Nuit de Noël. Après la guerre, il travaille pour le ministère français de l'Information et est secrétaire de la section artistique de l'association d'amitié franco-tchécoslovaque et chef de la section tchécoslovaque de la radiodiffusion française puis il collabore à la rédaction pour l'Afrique et le Moyen-Orient de l'ORTF.